# Pintade vulturine
Acryllium vulturinum
Genre
Espèce
Statut de conservation UICN

 LC  : Préoccupation mineure
La Pintade vulturine (Acryllium vulturinum) est une espèce d'oiseaux galliformes de la famille des Numididae, seul membre du genre Acryllium.

## Répartition
Son aire de répartition s'étend au nord-est de l'Afrique, du sud de l'Éthiopie au nord de la Tanzanie, en passant par le Kenya.

## Habitat
La Pintade vulturine pond dans des habitats secs et ouverts, parsemés de buissons et d'arbres, tels que la savane ou les prairies. Elle dépose habituellement de quatre à huit œufs couleur crème dans un sillon creusé dans l'herbe et bien caché.

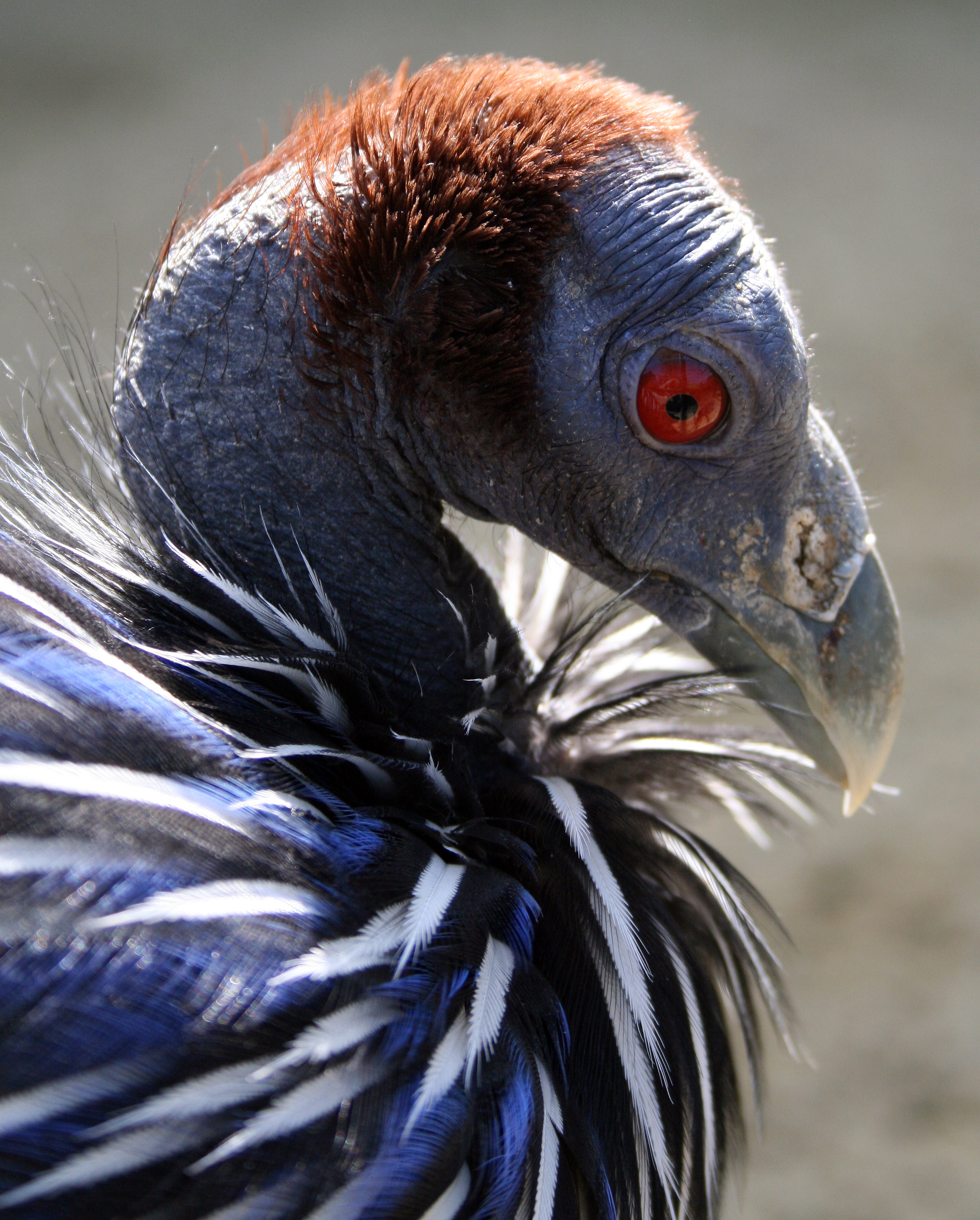
Gros plan de la tête

## Description
La Pintade vulturine est un long (61-71cm) oiseau avec un corps rond et une tête ronde. Elle a un cou, des pattes et une queue plus longs que les autres pintades. Les adultes ont un visage nu et bleu, et contrairement à toutes les autres pintades, n'ont pas de plume sur la tête ; cette espèce ressemble particulièrement au vautour à cause de son cou et de sa tête sans plumes.
De son fin cou part une longue robe de brillantes plumes bleues et blanches. Sa poitrine est bleu cobalt et le reste de son plumage est noir, parsemé de blanc. Ses ailes sont courtes et arrondies, et sa queue est la plus longue de la famille des Numididae.
Mâles et femelles sont similaires, bien que la femelle soit habituellement légèrement plus petite que le mâle et avec des griffes plus petites. Les jeunes oiseaux sont principalement gris-marron, avec une poitrine bleu mat et de courtes plumes.

## Écologie et comportement
La Pintade vulturine est une espèce à l'instinct grégaire, formant des groupes d'environ 25 oiseaux en dehors de la période de couvée. Cette espèce se nourrit de graines et de petits invertébrés. Cette pintade se déplace et fuira plus rapidement sur le sol que dans l'air. Malgré l'habitat ouvert, elle a tendance à se mettre à couvert, et à se jucher sur les arbres. Elle émet de puissants chink-chink-chink-chink-chink.

## Galerie

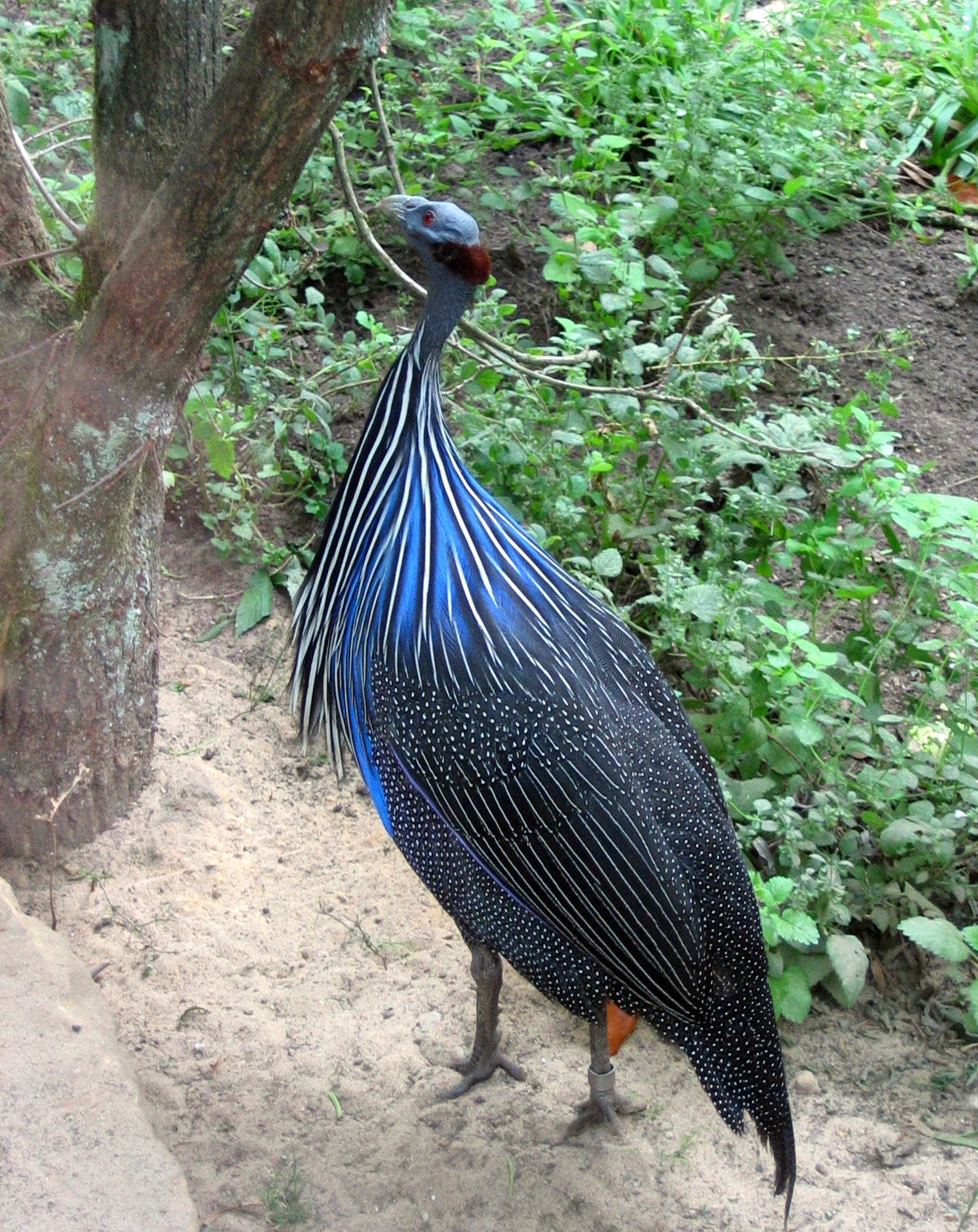
Pintade vulturine.
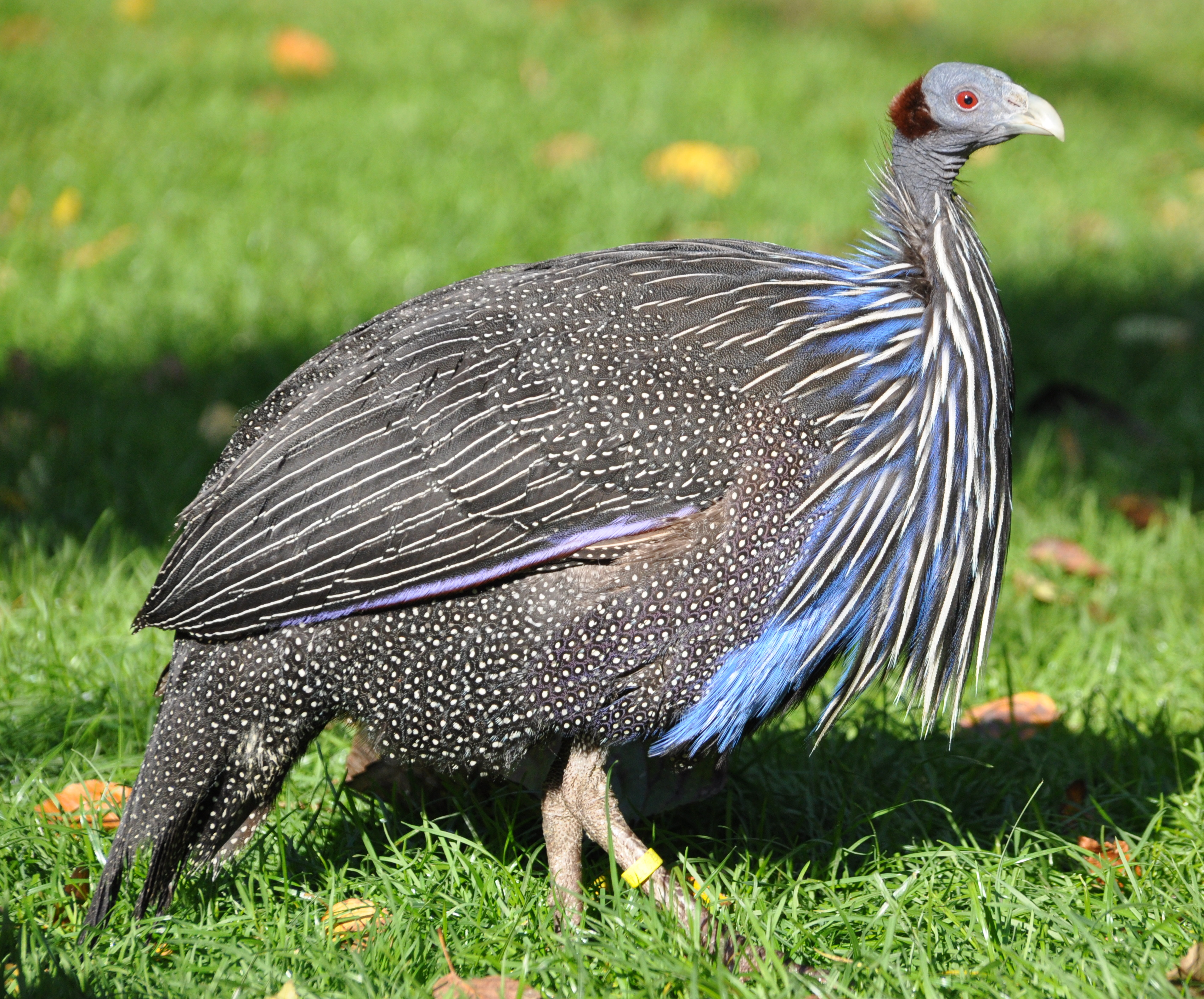
Pintade vulturine dans le Parc ornithologique de Walsrode (Allemagne).
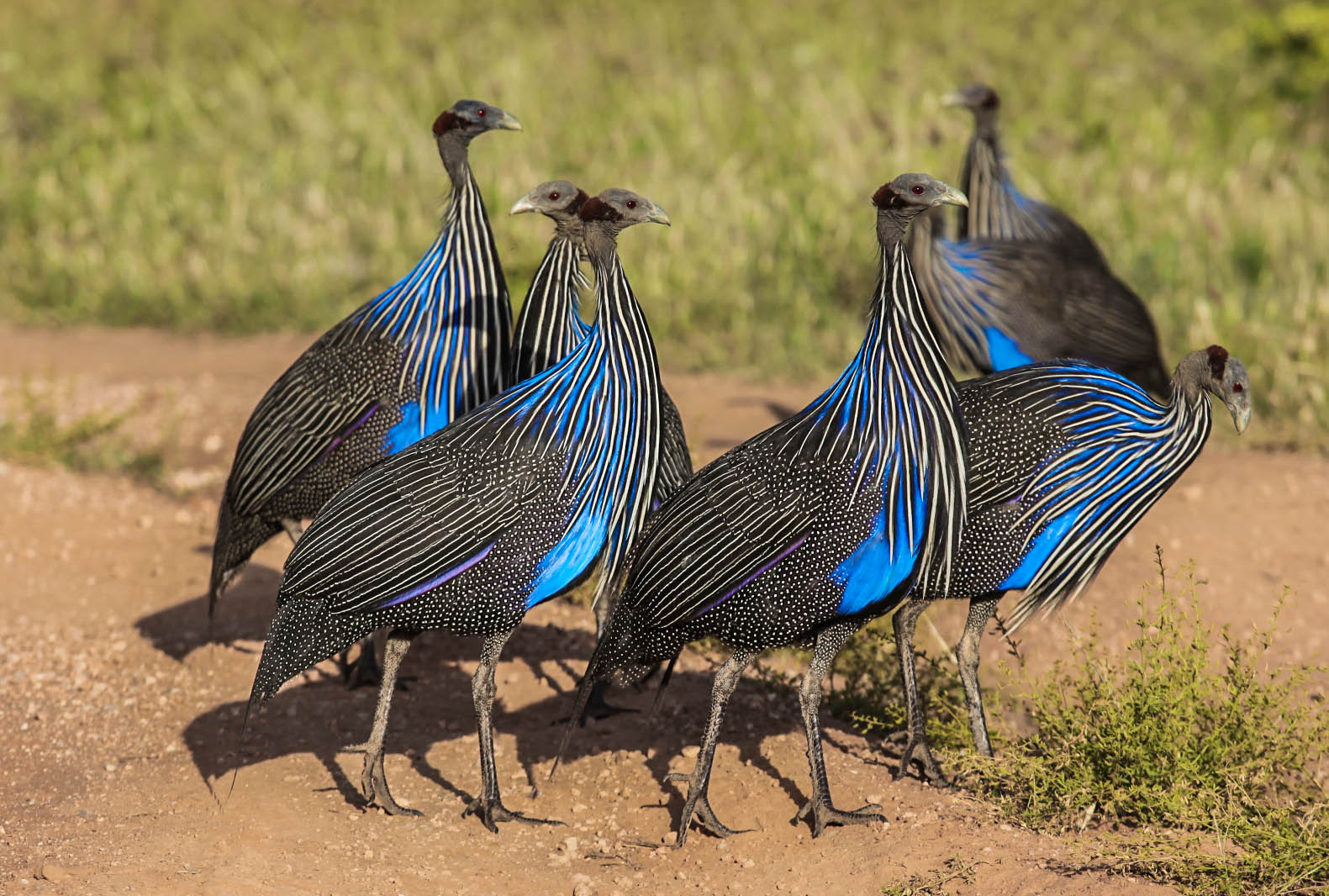
Groupe de pintades vulturines dans la réserve nationale de Samburu (Kenya).